# Heathen (banda)
Heathen é uma banda de thrash metal da Bay Area de São Francisco (EUA). Foi fundada em 1984 pelo guitarrista Lee Altus e o baterista Carl Sacco, e já lançaram quatro álbuns de estúdio: Breaking the Silence (1987), Victims of Deception (1991), The Evolution of Chaos (2010) e Empire of the Blind (2020).

## Membros
Atuais
- David White - vocal (1985-1989 / 1989-1992 / 2001–presente)
- Lee Altus - guitarra solo e base (1984-1992 / 2001–presente)
- Kragen Lum - guitarra solo e base (2007–presente)
- Jason Viebrooks - baixo (1992 /  2012–presente)

Antigos Membros
- Carl Sacco - bateria (1984–1988)
- Sam Kress - vocal (1984) (falecido)
- Jim Sanguinetti - guitarra (1984)
- Doug Piercy  - guitarra (1985–1992)
- Eric Wong - baixo (1985)
- Mike "Yaz" Jastremski  - baixo (1986–1988, 2001–2002) (falecido)
- Paul Baloff - vocal  (1988) (falecido)
- Rick Weaver - vocal  (1988–1989)
- Darren Minter  - bateria (1988–1992, 2001–2007, 2008–2013)
- Manny Bravo  - baixo (1989)
- Vern McElroy  - baixo (1989–1990)
- Marc Biedermann - baixo  (1990–1991)
- Randy Laire  - baixo (1991–1992) (falecido)
- Sven Soderlund  - guitarra (1992)
- Ira Black  - guitarra (1992, 2001–2004)
- Jon Torres  - baixo (2002–2011) (falecido)
- Terry Lauderdale - guitarra  (2005–2007)
- Mark Hernandez - bateria  (2007)
- Jon Dette - bateria (2013-2015)

@ Hellfest 2013
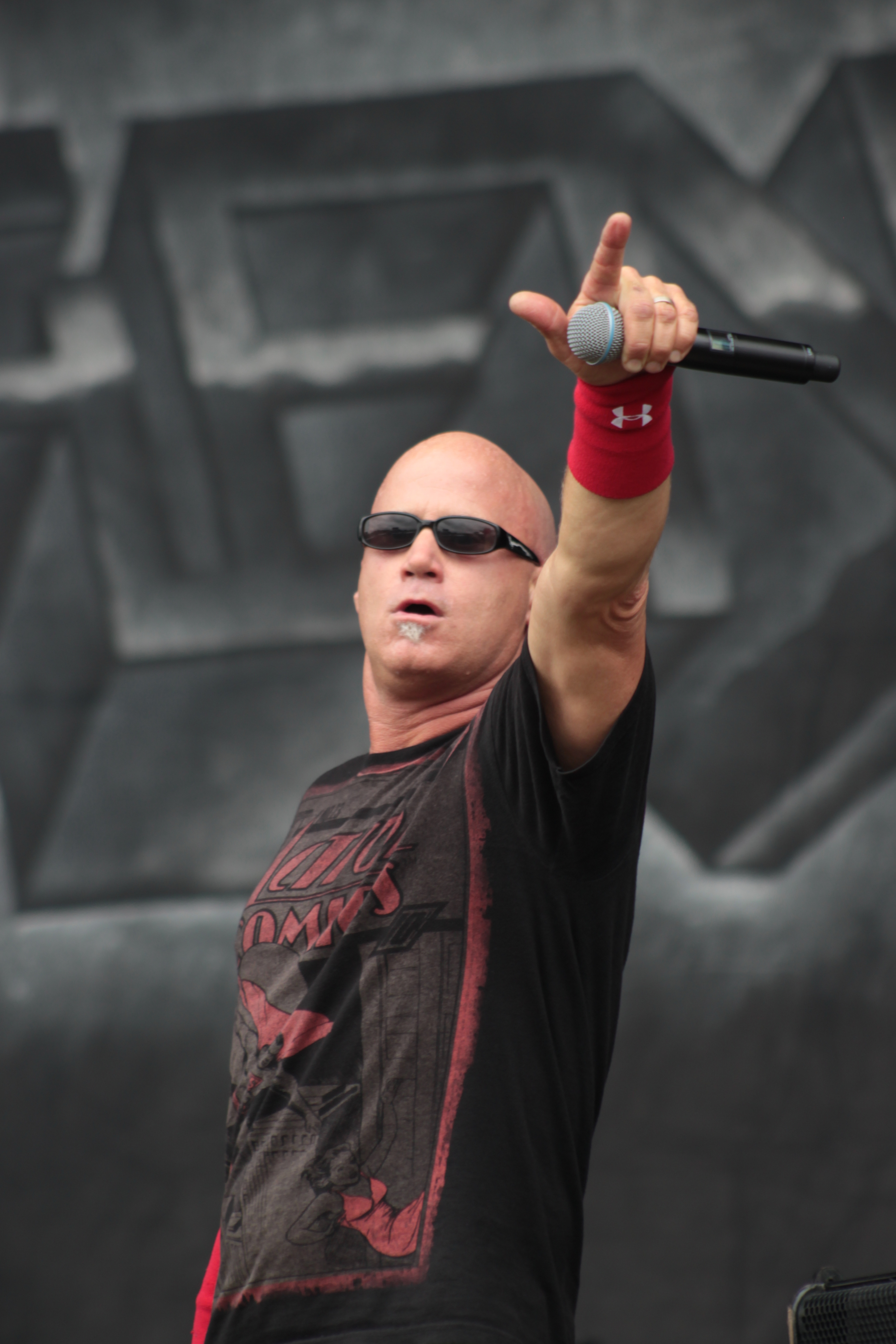
David Godfrey White
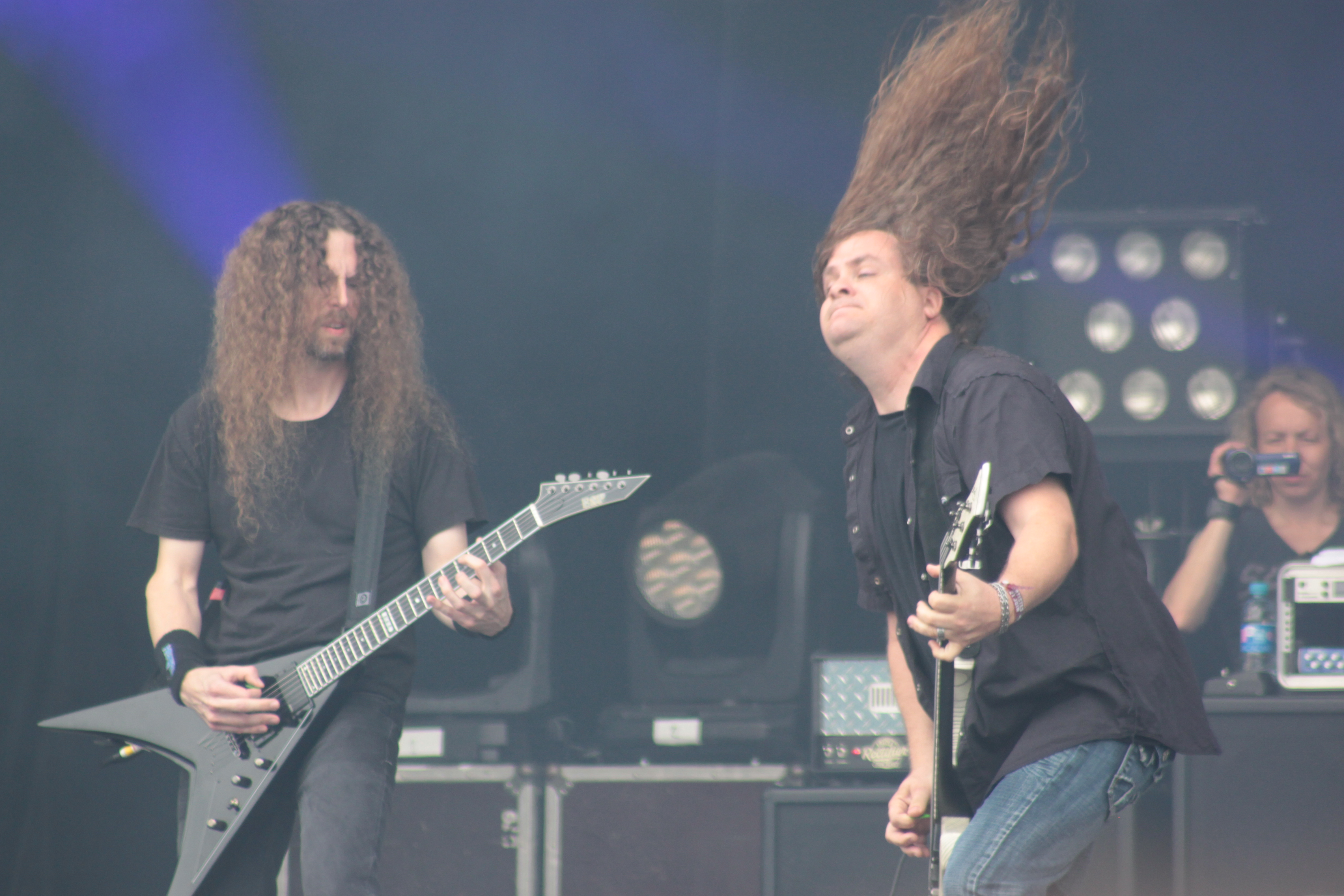
Kragen Lum & Jason Vie Brooks
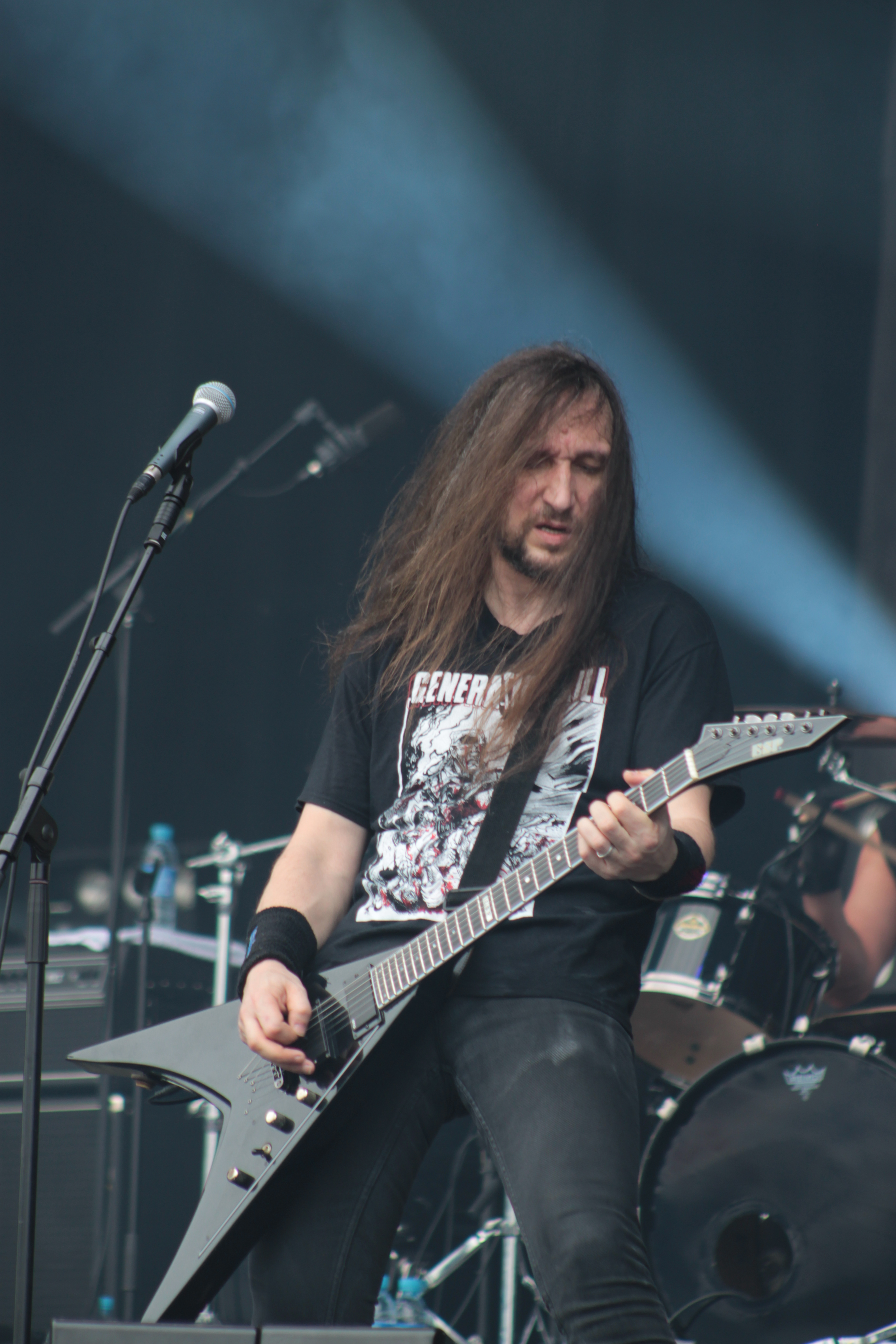
Lee Altus
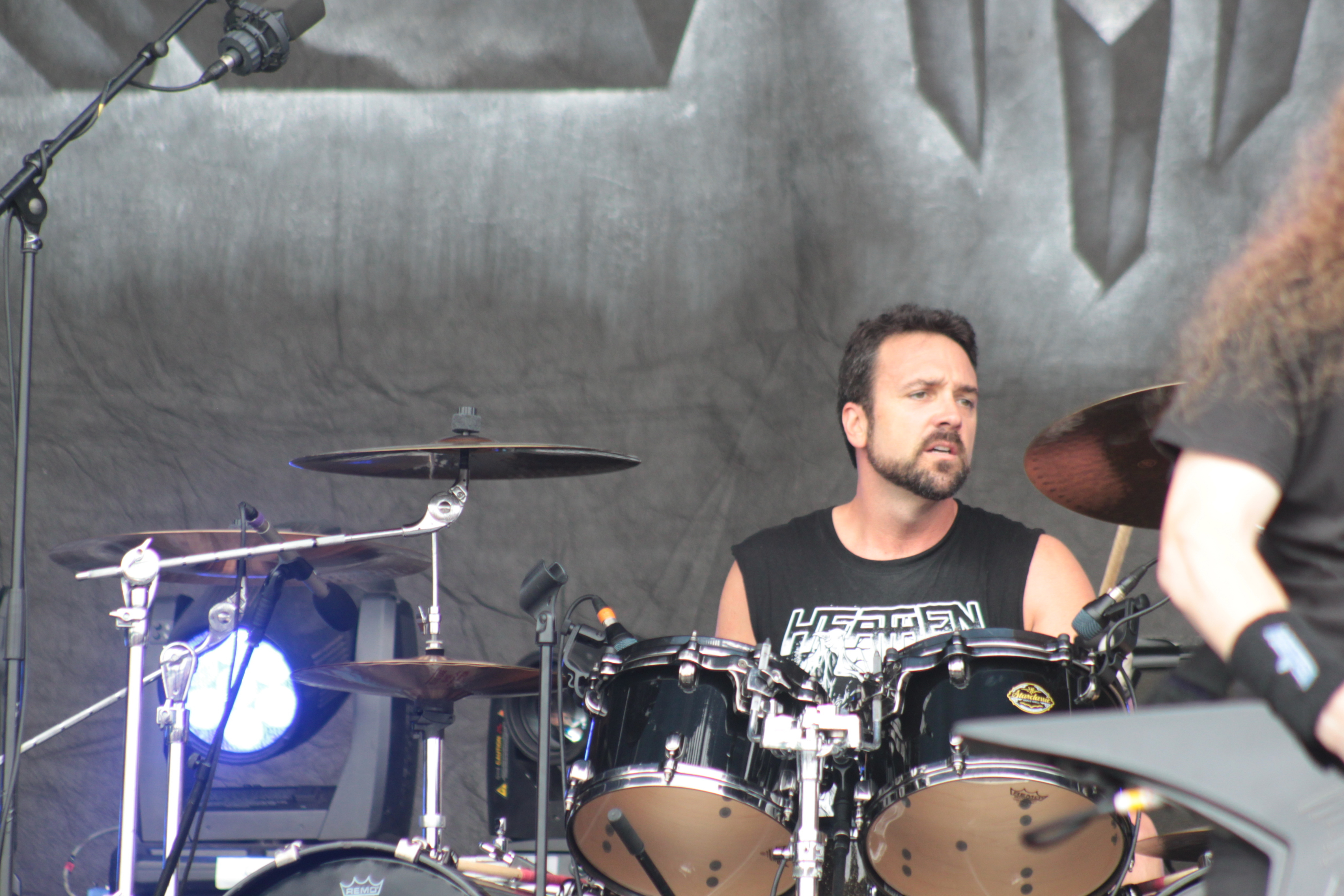
Jon Dette

## Discografia
- Breaking the Silence (1987)
- Victims of Deception (1991)
- Recovered (coletânea, 2004)
- The Evolution of Chaos (2010)
- Empire of the Blind (2020)